# اپتارگروپ
اپتار گروپ، همچنین به عنوان آپتار شناخته می‌شود، یک شرکت تولیدکننده جهانی مستقر در آمریکا در زمینۀ محصولات تحویل دارو است. این گروه در ۱۸ کشور جهان تولید دارد.

## تاریخچه
این شرکت با عنوان Werner Die & Stamping در ایلینوی در سال ۱۹۴۶ شروع به کار کرد و بعداً در سال ۱۹۹۲ تحت عنوان AptarGroup ثبت شد. آپتر در ابتدا دریچه‌ها و پمپ‌های اسپری را برای مصارف عمده و خانگی توسعه داد. بعداً شرکت شروع به تولید دستگاه استنشاقی بینی و داروهای ریوی مانند سیستم‌های اسپری بینی و دریچه‌های استنشاقی با دوز اندازه‌گیری کرد.